# 不滅のカントリーウェスタン
『不滅のカントリーウェスタン』は、原田実とワゴン・エースのアルバム。CTAから8トラック・カセットとしてリリースされた。

## 収録曲
Side 1
1. 想い出のグリーン・グラス
2. ハニー
3. 二人青い鳥
4. トラック・ドライビング・マン

Side 2
1. カウ・ライジャ
2. サン・アントニオ・ローズ
3. フォルサム・プリズン・ブルース
4. ホンキー・トンク・マン

Side 3
1. マウンテン・デュー
2. ワバッシュ・キャノンボール
3. ケンタッキーの青い月
4. フォギー・マウンテン・ブレイク・ダウン

Side 4
1. クール・ウォーター
2. ライダース・イン・ザ・スカイ
3. ラレドの通り
4. 駅馬車

## パーソネル
原田実とワゴン・エース
- 原田実（スティール・ギター、編曲）
- 寺本圭一（唄）
- 伊藤てる子（唄）